# Знаки плюс і мінус
Ця стаття написана про математичні символи. Для одного з них використовується слово «плюс», дивіться статтю плюс. Для іншого — слово «мінус», дивіться статтю мінус. Для цих двох знаків існує об'єднаний символ «±», дивіться статтю Знак плюс-мінус.
Знаки плюс і мінус (+ та −) — математичні символи, які використовуються для представлення поняття додатного й від'ємного чисел, а також операцій додавання та віднімання. Їх використання було поширене для багатьох інших значень, більш-менш аналогічних. Плюс і мінус — латинські терміни, які означають «більше» і «менше» відповідно.

## Історія
Незважаючи на те, що знаки зараз виглядають звичними, як алфавіт чи арабські цифри, вони не з глибокої давнини. Єгипетський ієрогліф, який позначає знак додавання, наприклад, нагадував пару ніг, які йдуть у напрямку написання тексту (єгиптяни могли писати як справа наліво, так і зліва направо). Таким чином схожий протилежний знак позначає віднімання.
| D54 | або | D55 |

| D54 | або | D55 |

Рукописи Миколи Орезмського від 14 століття зображують яким може бути одне із попередніх використань знака «+».
В Європі на початку 15 століття літери «P» і «M» широко використовувалися. Символи (P з рисочкою ṗ (più) — плюс, і M з рисочкою ṁ (meno) — мінус) вперше з'явилися в математичному переліку Луки Пачолі «Все про арифметику, геометрію і пропорції» (ориг. Summa de arithmetica, geometria, proportioni et proportionalita), який вперше був надрукований і виданий у Венеції в 1494 році. Знак «+» — це спрощення латинського сполучника «et» (відповідний знаку амперсанд &). Знак «-» міг бути отриманим зі знаку тильда ~, записаного над літерою m , яка використовувалася для визначення віднімання; або він міг з'явитися від скороченої версії літери m сам по собі. У своєму трактаті 1489 року Йоганн Відман звертався до символів «-» і «+», як minus і mer (сучасне німецьке слово «mehr» (більше)): «was »-« ist, das ist minus, und das „+“ ist das mer» (перекл. що таке «-» — це мінус, а «+» — це плюс).
Книга, опублікована Генріхом Граматеусом в 1518 році, описує інші приклади перших застосувань «+» і «-» — для додавання й віднімання.
Роберт Рекорд, дизайнер знаку рівності, представив плюс і мінус у Великій Британії в 1557 році в книзі з назвою "The Whetstone of Witte" (перекл. «Гострильний камінь для розуму»): «Існує два інших знаки, які часто використовуються. Перший з них виглядає так + і означає більше. Інший знак виглядає так - і означає менше».

## Знак плюс
«+» перенаправляеться сюди. Для інших значень дивіться Плюс (значення).
Знак плюс (+) є бінарною операцією, який вказує на додавання, наприклад, 2 + 3 = 5. Цей знак також може служити як унарною операцією, яка залишає свій операнд без змін (+ х означає те ж саме, х). Це позначення може використовуватися, коли бажано підкреслити додатність числа, особливо порівнюючи з від'ємним числом (5 і −5).
Знак плюс може також вказувати на безліч інших операцій, залежно від математично розглянутої системи. Багато алгебраїчних систем мають декілька операцій, які називаються (чи еквівалентні) додавання. Також знак плюс звичайно використовується для позначення операцій комутативності. Крім того, символіка була поширена на інші дуже різні операції. Плюс може також означати:
- виключна диз'юнкція (звичайно позначається так ⊕): 1 + 1 = 0, 1 + 0 = 1
- диз'юнкція (звичайно позначається так ∨): 1 + 1 = 1, 1 + 0 = 1

## Знак мінус
Знак мінус (-) має три основні сфери застосування в математиці:
1. Оператор віднімання: бінарна операція, щоб вказати операцію віднімання, наприклад, 5 — 3 = 2. Віднімання є зворотним додаванню.
2. Прямо перед числом, коли він не є оператором віднімання, це означає від'ємне число. Наприклад, −5 (від'ємне 5).
3. Унарна операція, яка діє як інструкція для заміни операнда на протилежне число. Наприклад, якщо х = 3, тобто -x = −3, але якщо х = −3, тобто -x = 3. Аналогічно, — (- 2) дорівнює 2 (є окремим випадком).

Всі три основні сфери застосування можуть бути віднесені до слова «мінус» в повсякденній мові. У більшості англомовних країн, наприклад, −5 як правило, вимовляється як «мінус п'ять», але в сучасному розумінні в США вимовляється як «від'ємне п'ять» («мінус» використовували гучномовці виготовлені до 1950 року). В США й досі популярне слово «мінус» в деяких контекстах, але слово «від'ємний» прийняте до загальновживаних правил при читанні. Крім того, автори підручників у США заохочують, щоб -х читали як «протилежність х», або навіть «протилежне число х», щоб уникнути враження, що -x має бути обов'язково від'ємним.
В деяких випадках, різні символи використовуються для цих значень; наприклад, в комп'ютерну мову APL і мову виразів, які використовуються графічними калькуляторами TI (принаймні перші моделі, включаючи ТI-81 і TI-82), піднятий знак мінус використовується для від'ємних чисел (наприклад 2 — 5 дає −3), але таке використання є рідкістю.
В математиці та більшості мов програмування, правила порядку операцій означають, що −5² дорівнює −25. Степінь пов'язаний сильніше, ніж унарний мінус, який в свою чергу пов'язаний сильніше, ніж множення або ділення. Проте в деяких мовах програмування й Microsoft Excel, зокрема, унарні оператори пов'язані сильніше, так що в них −5² = 25, але 0-5² = −25.

## Використання в початковій освіті
Деякі вчителі початкових класів використовували підняті знаки плюс і мінус перед числами, щоб показати додатність або від'ємність числа. Наприклад, віднімання −5 від 3 може бути прочитане як додатнє 3 відняти від'ємне 5, як і показано
3 − −5 те ж саме, що і 3 + 5 = 8,
або навіть так
+3 − −5 те ж саме, що і +3 + +5 яке є +8.

## Використання як маркера
У навчальній системі (наприклад, екзаменаційні оцінки), знак плюс показує, що оцінка на один рівень вище, а знак мінус — оцінка нижче. Наприклад, B- («B мінус») на один щабель нижче, ніж B. Іноді застосовуються два знаки плюс або мінус. Наприклад, A++ на два рівні вище ніж А.
В математиці одностороння границя x→a+ означає, що x наближається з правого боку, а x→a− — з лівого боку. Наприклад, ми рахуємо x−1, тоді x наближається до 0, бо x−1→+∞, коли x→0+, але x−1→−∞, коли x→0−.
Групи крові часто позначають з плюсом або мінусом, щоб вказати наявність або відсутність резус-фактора. Наприклад, A+ означає тип крові A(II) з наявністю резус-фактора, а B- означає тип крові В(III) з відсутністю резус-фактора.
В музиці, розширені акорди зображують зі знаком плюс, але ця практика не є універсальною, оскільки є інші методи написання цих акордів. Наприклад, «С +» читається «С розширений акорд». Також використовується як верхній індекс.

## Використання в комп'ютерах
Так само як звичайне математичне використання плюса та мінуса, ці знаки можуть бути використані для ряду інших цілей в комп'ютерах.
Знаки плюс і мінус, часто використовуються у дереві вибору на екрані комп'ютера, щоб показати відкрита тека чи ні.
У деяких мовах програмування конкатенація рядків пишеться: «а» + «б» = «аб», хоча це використання ставить під сумнів правило комутативності, але властивістю додавання, як і очікувалось, володіє.
У більшості мов програмування, віднімання і заперечення вказані з ASCII знаком дефіс-мінус, -. В APL піднятий знак мінус (Unicode U + 00AF) використовується для позначення від'ємного числа, як ¯3) і в J від'ємне число позначається символом підкреслення, як _5.
В C та деяких інших мовах комп'ютерного програмування, два знаки плюс означають інкремент, а два знаки мінус означають декремент. Наприклад, х ++ означає «збільшити значення х на 1» і x-- означає «зменшити значення х на 1». У більш широкому сенсі, «++» іноді використовується в обчислювальній термінології для позначення поліпшення, як в назві мови C++.
В математиці немає поняття від'ємного нуля, але в комп'ютерах -0 може бути окремим представлення нуля. В IEEE 754 1/-0 є мінус нескінченність (-∞), тоді як 1/0 є плюс нескінченність (+∞).

## Інші використання
У хімії, знак мінус (замість тире) використовується для ковалентного зв'язку між двома атомами, як і в скелетній формулі.
Індексовані знаки плюс і мінус використовуються як діакритичні знаки в Міжнародному фонетичному алфавіті для позначення продвинутих або втягнутих артикуляційних звуків мови.
Знак мінус використовується також для позначення літери тону в орфографії мов Дан, Крамен, Караборо, Мван, Ван, Яоуре, Ве, Ньябва і Годі. Знак Unicode для позначення літери тону (U + 02D7) відрізняється від математичного знака мінус.

## Коди символів
| Назва               | Знак | Unicode | ASCII | URL       | позначення HTML          |
| ------------------- | ---- | ------- | ----- | --------- | ------------------------ |
| Плюс                | +    | U+002B  | &#043 | %2B       |                          |
| Мінус               | −    | U+2212  |       | %E2%88%92 | &minus; &#x2212; &#8722; |
| Дефіс-мінус         | -    | U+002D  | &#045 | %2D       |                          |
| Широкий плюс        | ＋   | U+FF0B  |       | %EF%BC%8B | &#xff0b; &#65291;        |
| Широкий дефіс-мінус | －   | U+FF0D  |       | %EF%BC%8D | &#xff0d; &#65293;        |

Плюс, мінус і дефіс-мінус.

У більшості шрифтів знак плюс і знак рівності мають однакову ширину, як у цифр в цілях полегшення вирівнювання чисел в таблицях.
Знак дефіс-мінус (-) є ASCII версією знака мінус і замінює дефіс. Цей знак звичайно коротший за довжиною ніж мінус й іноді відрізняється за висотою. Цей знак може використовуватися як заміна справжньому мінусу, якщо комплект шрифта обмежений ASCII.
Існує комерційний знак мінус (⁒), який виглядає як знак обелюс, за Unicode'ом U+2052 (HTML &#x2052).
Для детального розглянення відмінностей між знаками мінус і тире, дивіться статтю Тире.

### Альтернатива знаку плюс
Див. також: Кнопка вгору

Так виглядає знак плюс в Ізраїлі

Існує єврейська традиція, яка походить із XIX століття, писати знак плюс, використовуючи перекинуту літеру T. Ця практика була перейнята ізраїльськими школами (походить із 1940-х років), яка й сьогодні дуже поширена в початкових школах (включаючи світські школи), але в меншій кількості в загальноосвітніх школах. Також цей знак використовується іноді в книгах релігійного змісту, але в більшості книг застосовується міжнародний символ «+». Пояснення цьому явищу дуже звичайне. Таке написання дозволяє уникнути символ «+», який виглядає як Християнський хрест. У Unicode цей символ позначається U+FB29.